# Guettarda tournefortiopsis
Guettarda tournefortiopsis är en måreväxtart som beskrevs av Paul Carpenter Standley. Guettarda tournefortiopsis ingår i släktet Guettarda och familjen måreväxter.

## Underarter
Arten delas in i följande underarter:
- G. t. crassifolia
- G. t. tournefortiopsis